# باتريسيا روس
باتريسيا روس (بالإنجليزية: Patricia Ross)‏ هي متزحلقة أمريكية، ولدت في 8 مارس 1959 في ميدلبوري في الولايات المتحدة.

## وصلات خارجية
- باتريسيا روس على موقع أوليمبيديا (الإنجليزية)